# Trifolium pilulare
Trifolium pilulare är en ärtväxtart som beskrevs av Pierre Edmond Boissier. Trifolium pilulare ingår i släktet klövrar, och familjen ärtväxter. Inga underarter finns listade i Catalogue of Life.